# Obelisco da Praça Sete de Setembro (Belo Horizonte)
O Obelisco da Praça Sete de Setembro  em Belo Horizonte conhecido como "Pirulito" é um monumento de Belo Horizonte, capital do estado brasileiro de Minas Gerais.

## História
O monumento foi uma doação feita pelo povo da vizinha Capela Nova do Betim, hoje o  município de Betim, aos habitantes da capital mineira, por ocasião da comemoração do Centenário da Independência do Brasil, em 7 de setembro de 1822. Como é conhecido, é feito de granito e formado por uma agulha de 7 m apoiada sobre um pedestal quadrangular adornado por um poste em cada um de seus vértices. Foi desenhado pelo arquiteto Antônio Rego e construído pelo engenheiro Antônio Gonçalves Gravatá, proprietário da pedreira em Betim de onde foram extraídas as pedras utilizadas na construção do marco.

## Galeria

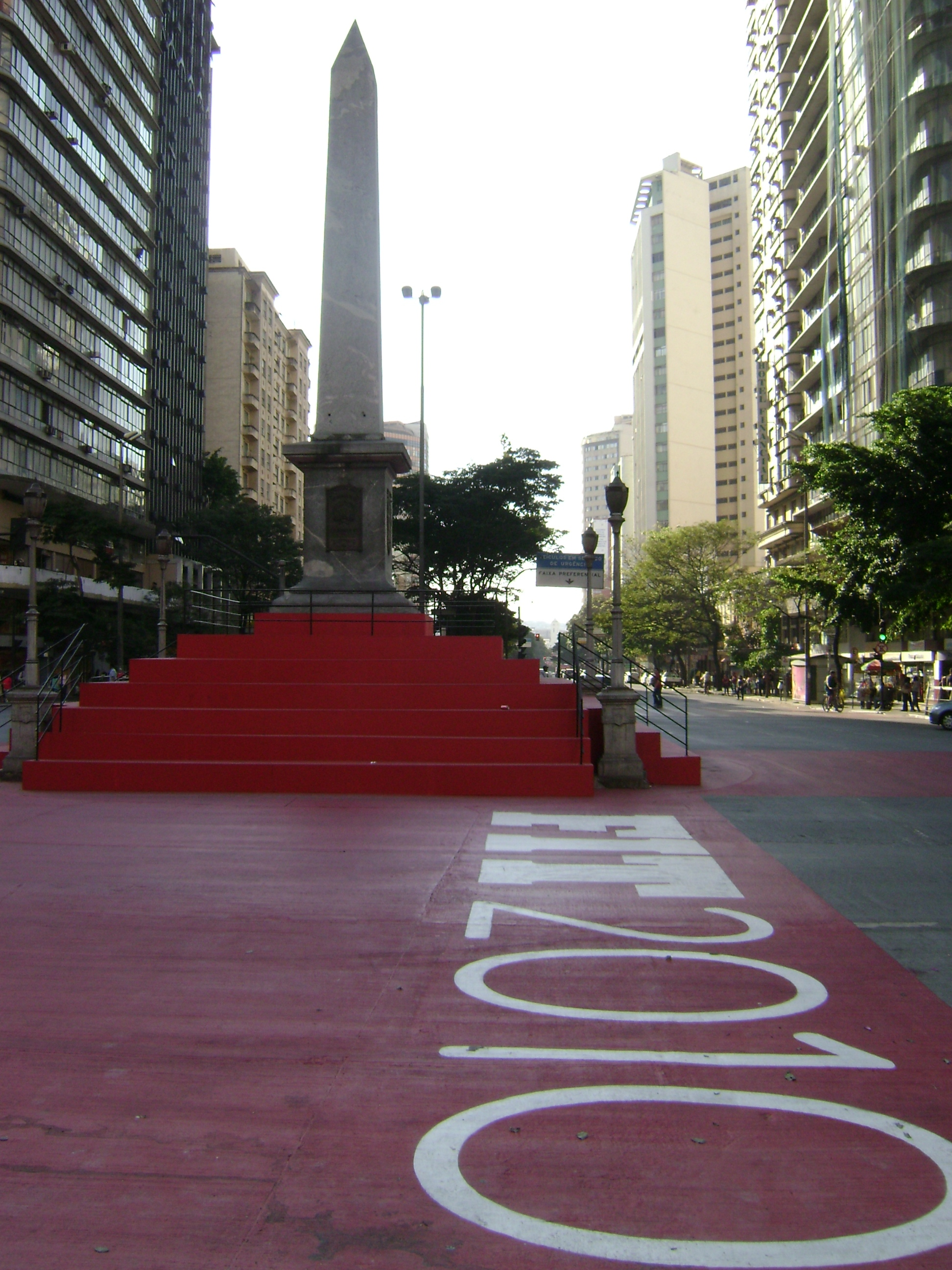
A Praça durante o FIT-2010
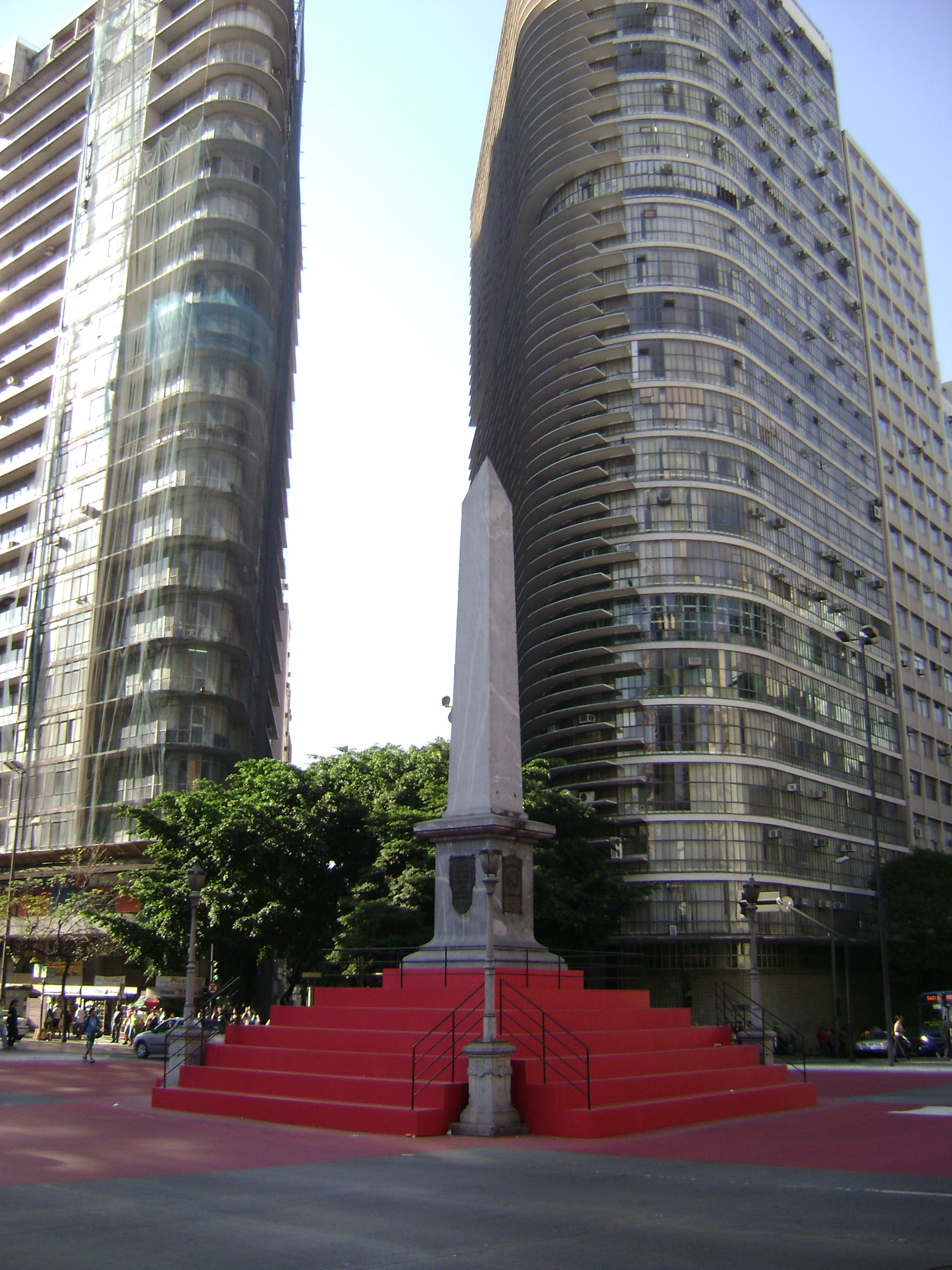
Escada vermelha colocada no obelisco durante o FIT-2010
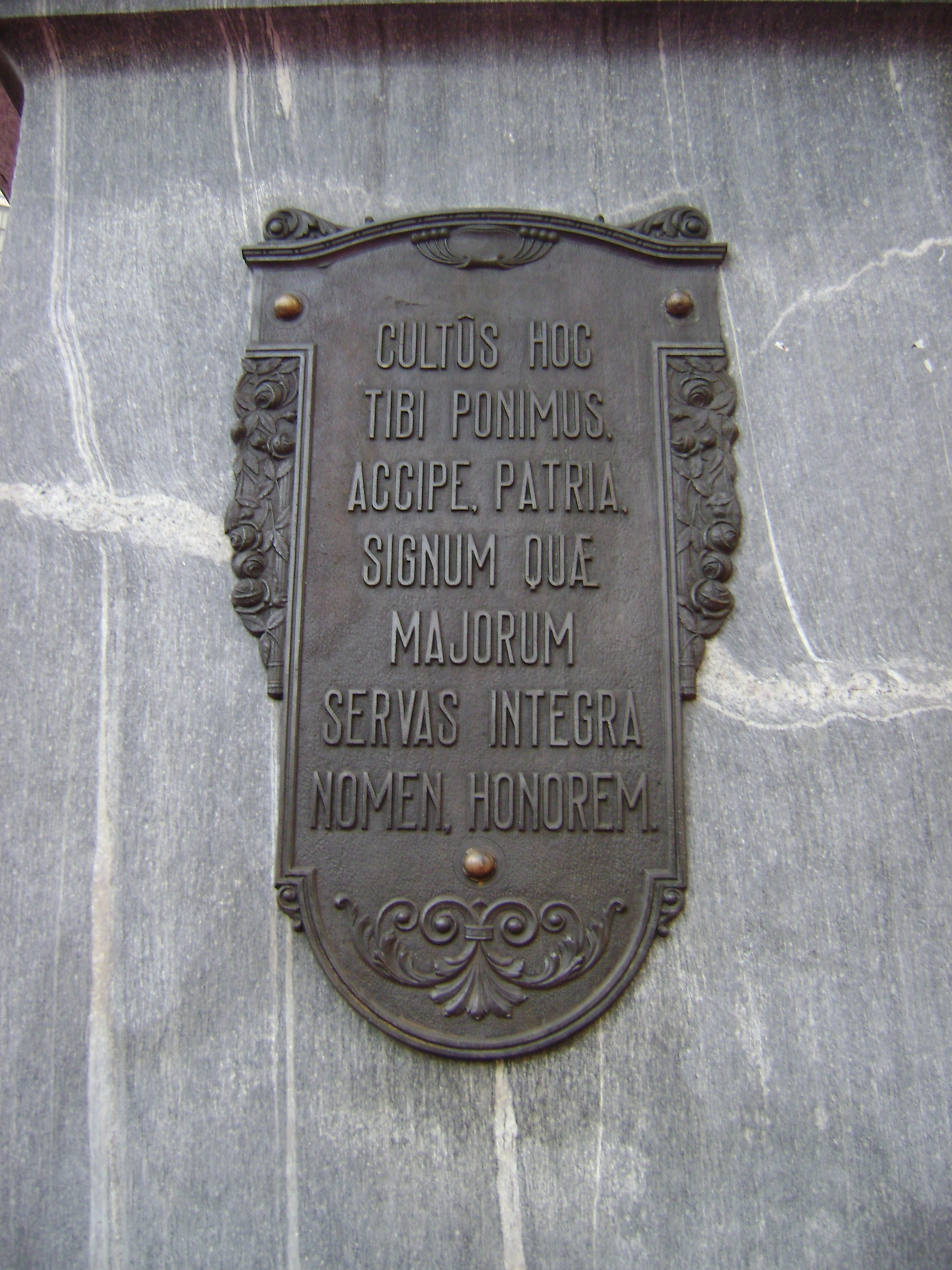
Inscrição em latim em uma das faces do obelisco.
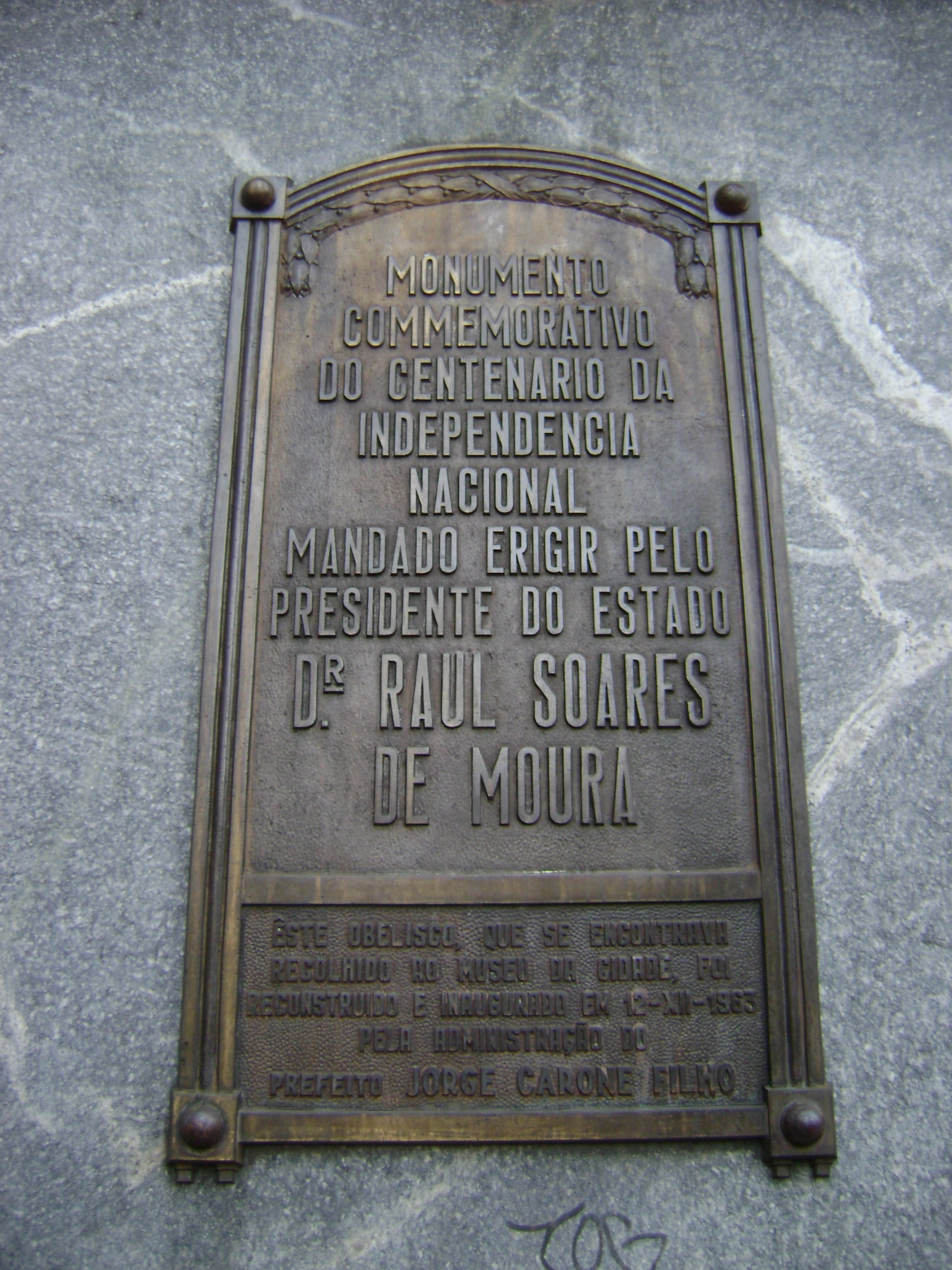
Monumento mandado erigir pelo presidente do Estado.
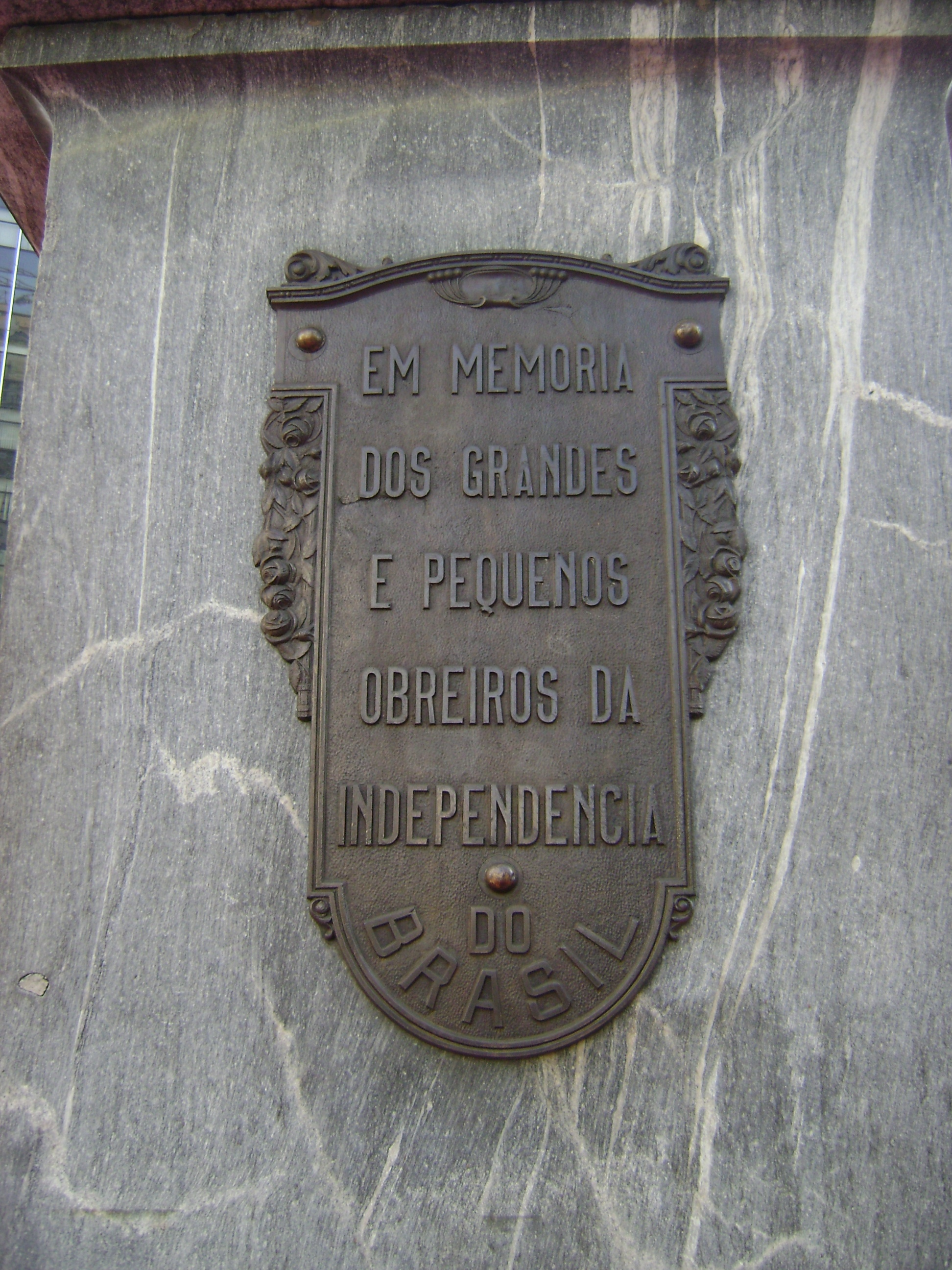
Inscrição em uma das faces do obelisco.
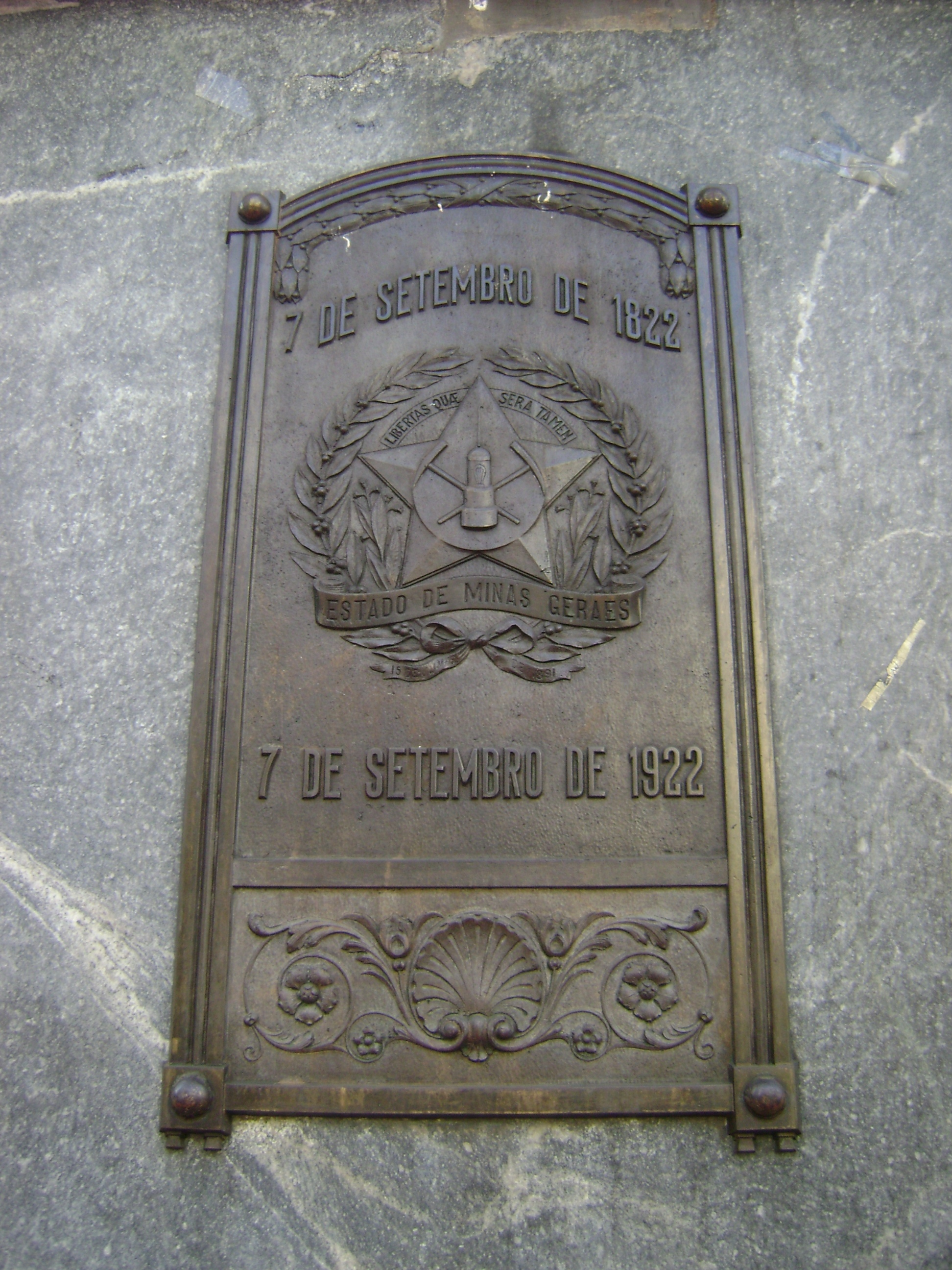
Centenário da independência.